# مصطفى سعد
مصطفى معروف سعد، نائب لبناني سابق عن مدينة صيدا، ولد في 10 فبراير 1951 وتوفي في 25 يوليو 2002 إثر مرض عضال في الرئة دام اربع سنوات.

## دراسته
تلقى سعد علومه الابتدائية والثانوية في مدرسة صيدا الإتجيلية، المقاصد والثانوية الرسمية وكلية الشويفات الوطنية. 
- تخصص في الهندسة الزراعية وتخرج عام 1975 حاملا بكالريوس من جامعة موسكو- الإتحاد السوفياتي، لكنه عاد إلى لبنان بتاريخ 28/2/1975 قادما من موسكو، إثر تبلغه اغتيال والده معروف سعد.

## العمل السياسي
- انتخب أميناً عاماً للتنظيم الشعبي الناصري خلفا لوالده عام 1975، وعين مسؤولا للمجلس السياسي الإقليمي للحركة الوطنية اللبنانية في الجنوب عام 1975، خلال الاجتياح الإسرائيلي الأول للبنان عام 1978 تسلم مسؤولية قيادة القوات المشتركة اللبنانية الفلسطينية في الجنوب، كما وأسس جبهة المواجهة الوطنية ضد الاحتلال الإسرائيلي للبنان 1982. قاد جبهة المقاومة الوطنية اللبنانية في منطقة صيدا منسقا بين الفصائل المنضوية فيها، حيث إتسم عملها بالفاعلية والنجاح.
- داهمت القوات الإسرائيلية منزله أكثر من مرة حيث اعتقل وأُخضع لتحقيقات قاسية.
- أسس وقاد جيش التحرير الشعبي – قوات الشهيد معروف سعد – عام 1985 الذي خاض معارك شرسة ضد القوات الإسرائيلية على جبهة كفرفالوس – لبعا – عين المير وفي عمق الجنوب.
- رفض اتفاق السابع عشر من أيار.
- أسس وقاد المجلس السياسي بمدينة صيدا بعيد العام 1985 الذي ضم ممثلين عن الاحزاب والقوى السياسية والنقابية والاجتماعية، وقد شكل هذا المجلس آنذاك تجربة ديمقراطية فريدة لا سيما على مستوى اتخاذ القرار العام في منظقة صيدا.
- كان له دور بارز في إنهاء ما سمي بحرب المخيمات حيث استضاف منزله مجموعة من اللقاءات الهامة التي حسمت ملف المخيمات وإعادة الوئام بين الأخوة في حركة أمل والفصائل الفلسطينية.
- أسهم في إطلاق عدد من المخطوفين الاجانب بين العام 1985 و 1990 ومنهم عاملون في الصليب الأحمر الدولي ومؤسسات نرويجية وألمانية.
- كان له مواقف مميزة في دعم حزب الله والمقاومة الإسلامية في أحلك الظروف.
- انتخب نائباً عن الجنوب لثلاث دورات متتالية في 1992، 1996، 2000 حصد في الدورة الأخيرة 211.775 صوتاً وهو الرقم الأعلى الذي يحصل عليه مرشح في تاريخ لبنان الانتخابي.
- قلّده الرئيس الليبي العقيد معمر القذافي عام 1986 أرفع وسام في الجماهيرية تقديراً لتضحياته وعطاءاته في المجال الوطني والقومي.
- اشاد الرئيس السوري الراحل حافظ الأسد بجهوده خلال احتفالات الحركة التصحيحية في دمشق عام 1986 قائلاً أمام حضور المهرجان : «ان جراح المناضل مصطفى سعد وسام على صدر كل عربي شريف».
- كرّمه الرئيس الجزائري الأسبق الشاذلي بن جديد عام 1987 في حفل استقبال رسمي أقيم في العاصمة الجزائر تقديراً لتضحياته ومواقفه.
- قلده الرئيس الفلسطيني ياسر عرفات درع الثورة الفلسطينية عام 1987 تقديراً لنضاله في خدمة القضية الفلسطينية
- كان عضواً بارزاً في جبهة الاتحاد الوطني وعضواً مؤسساً في التجمع الوطني للإنقاذ والتغيير.
- زار على رأس وفد من التنظيم كل من الاتحاد السوفييتي والصين وكوبا منسقاً ومؤكداً على العلاقات الوطيدة بينها وبين التنظيم والتي بدأت مع القائد الشهيد معروف سعد.
- أسس مؤسسة معروف سعد الثقافية الاجتماعية الخيرية عام 1982 موسعاً نشاطاتها الصحية باتجاه البقاع الغربي واقليم الخروب وبعلبك. كذلك أسس وافتتح مركز معروف سعد الثقافي عام 1989 الذي شكل علامة ثقافية فارقة في منطقة الجنوب.

## محاولات اغتياله
تعرض مصطفى سعد لأربع محاولات اغتيال، الأولى كانت عام 1985 حيث استشهدت إبنته نتاشا وفقد هو بصره، والثانية عام 1987 في محلة الأوزاعي والثالثة بواسطة سيارة فان جرى اكتشافها أمام منزله عام 1995 والرابعة في العام ذاته يوم تعرضت سيارته التي كان بداخلها لإطلاق رصاص في تظاهرة للاتحاد العمالي العام في صيدا.